# Marijke Djwalapersad
Marijke Indradebie Djwalapersad (ur. 8 grudnia 1951 w Saramaccapolder) – surinamska polityczka. W latach 1996–2000 członkini i przewodnicząca Zgromadzenia Narodowego Surinam, jako pierwsza kobieta w historii.

## Życiorys

### Młodość, edukacja i kariera zawodowa
Była pierwszą kobietą z Saramaccapolder, która kontynuowała naukę po ukończeniu szkoły podstawowej.

### Działalność polityczna
W 1991 roku wstąpiła do partii Vooruitstrevende Hervormings Partij. Bez powodzenia wystartowała w wyborach generalnych w Surinam w 1991 roku z ostatniego miejsca na liście.
Z powodzeniem wystartowała w wyborach generalnych w Surinam w 1996 roku z ramienia Vooruitstrevende Hervormings Partij i uzyskała mandat do Zgromadzenia Narodowego Surinam. 10 października 1996 została wybrana na przewodniczącą izby jako pierwsza kobieta na tym stanowisku w historii. Funkcję tę pełniła do 23 lipca 2000. Jako przewodnicząca parlamentu wstrzymała wszystkie zagraniczne wyjazdy surinamskich parlamentarzystów z powodu kryzysu ekonomicznego w kraju. Przy współpracy z ministerstwem spraw wewnętrznych wstrzymała również wypłaty dla parlamentarzystów, którzy nie pojawiali się na obradach parlamentu. W 2000 roku jej następca wypłacił jednak wszystkim parlamentarzystom zaległe wypłaty.
W 1999 roku założyła partię polityczną Naya Kadam razem z parlamentarzystami, którzy nie byli zadowoleni z rządów Julesa Wijdenboscha. W wyborach generalnych w 2000 roku nie uzyskała reelekcji, a jej partia nie uzyskała ani jednego mandatu.
W 2016 roku pracowała jako doradczyni dla Vooruitstrevende Hervormings Partij w mieście Saramaccapolder, do której dołączyła w 2011 roku.

### Pozostała działalność
W 2019 uzyskała nagrodę Golden Gavel Award od organizacji Platform Politiek Actieve Vrouwen.

### Życie prywatne
Z powodów ideowych nie zdecydowała się na małżeństwo, ani dzieci. Mówi w sranantongo, sarnami, hindi, języku angielskim i po niderlandzku.